# 21642 Комінерз
21642 Комінерз (21642 Kominers) — астероїд головного поясу, відкритий 14 липня 1999 року.
Тіссеранів параметр щодо Юпітера — 3,613.